# Lijst van personen overleden in juni 2021
Dit is een lijst van bekende personen die zijn overleden in juni 2021.

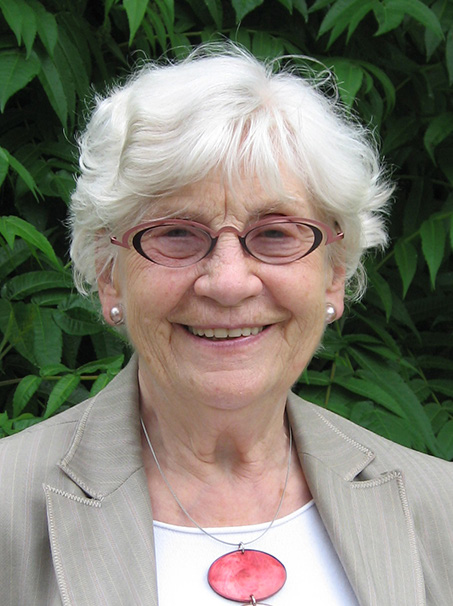
Paula Sémer
1 juni

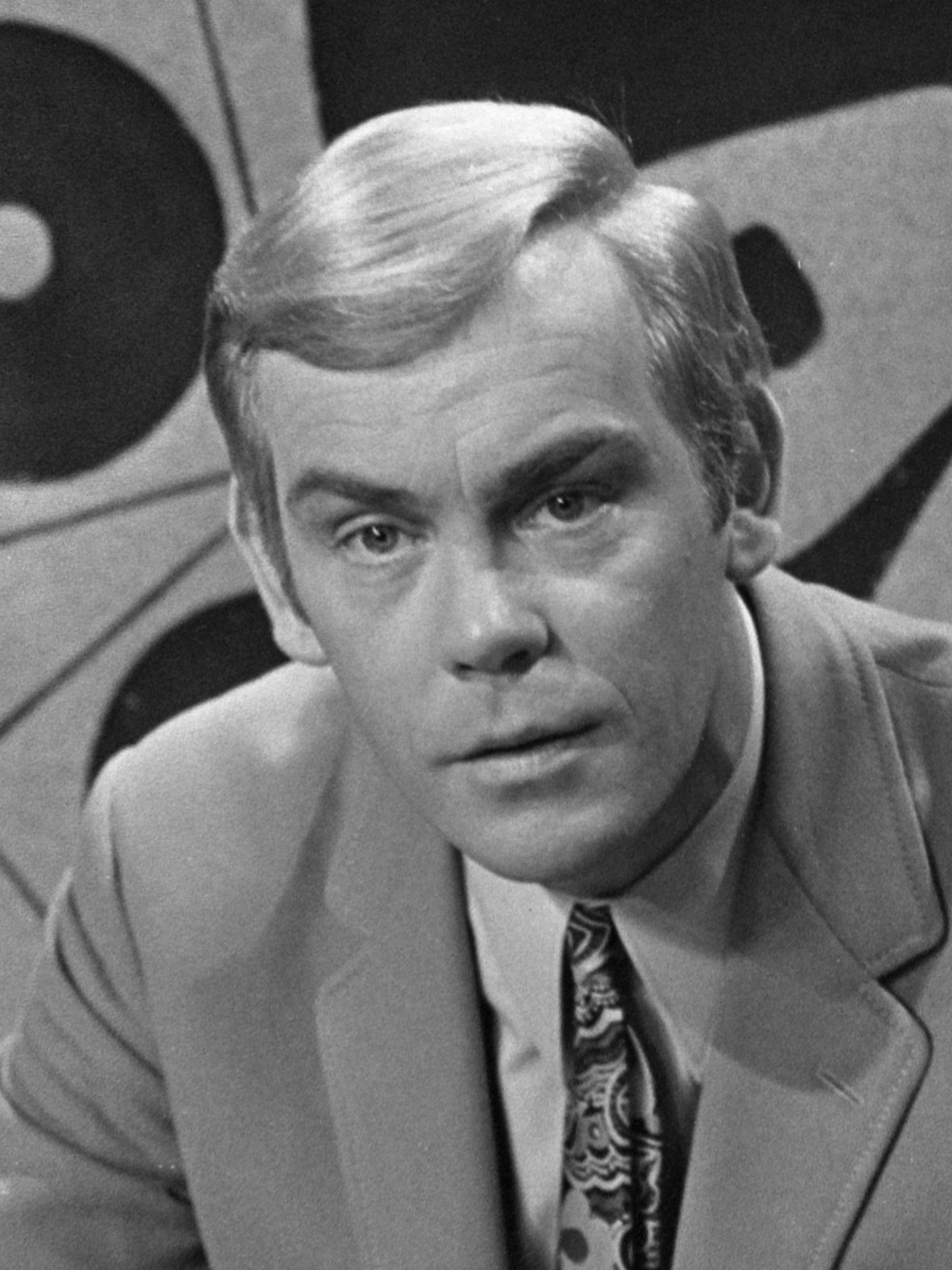
Herman Stok
2 juni

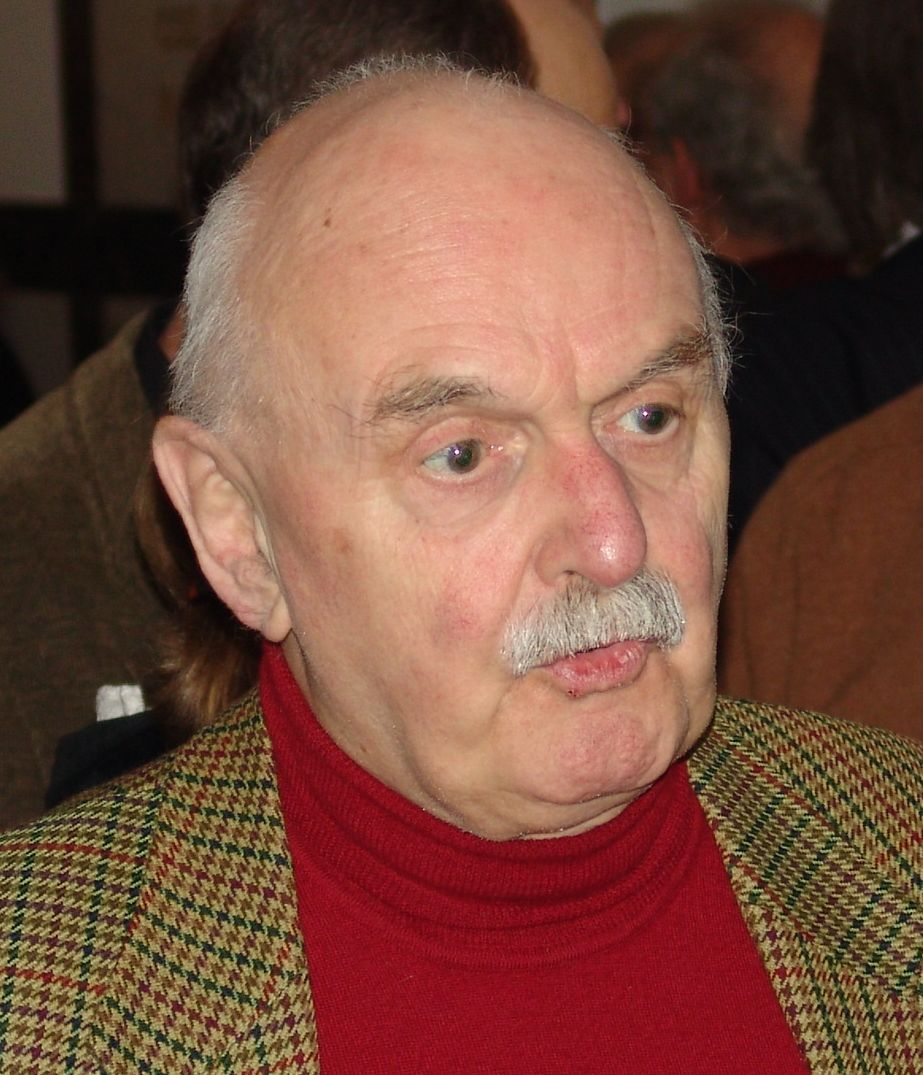
Anne van der Meiden
3 juni

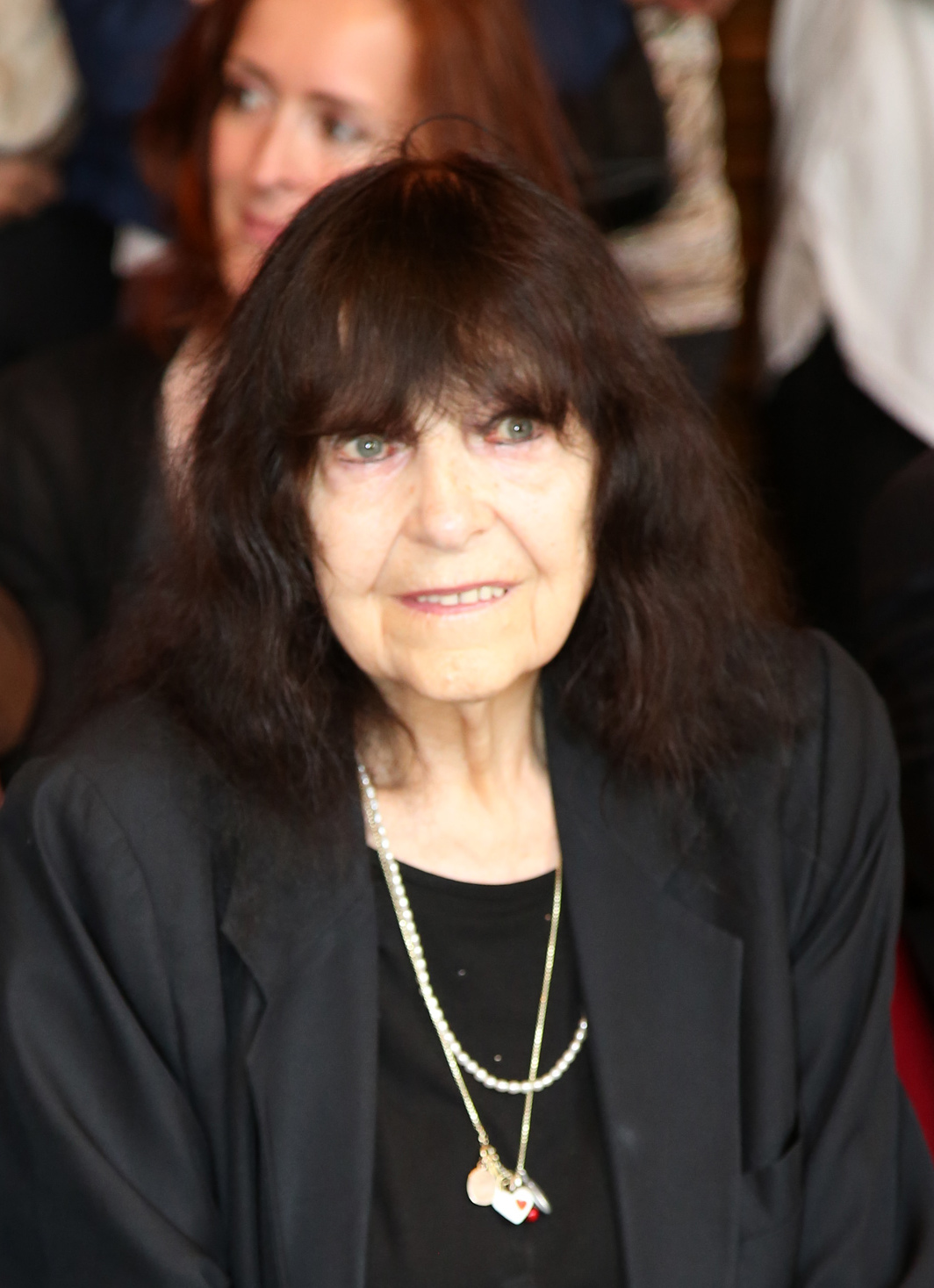
Friederike Mayröcker
4 juni

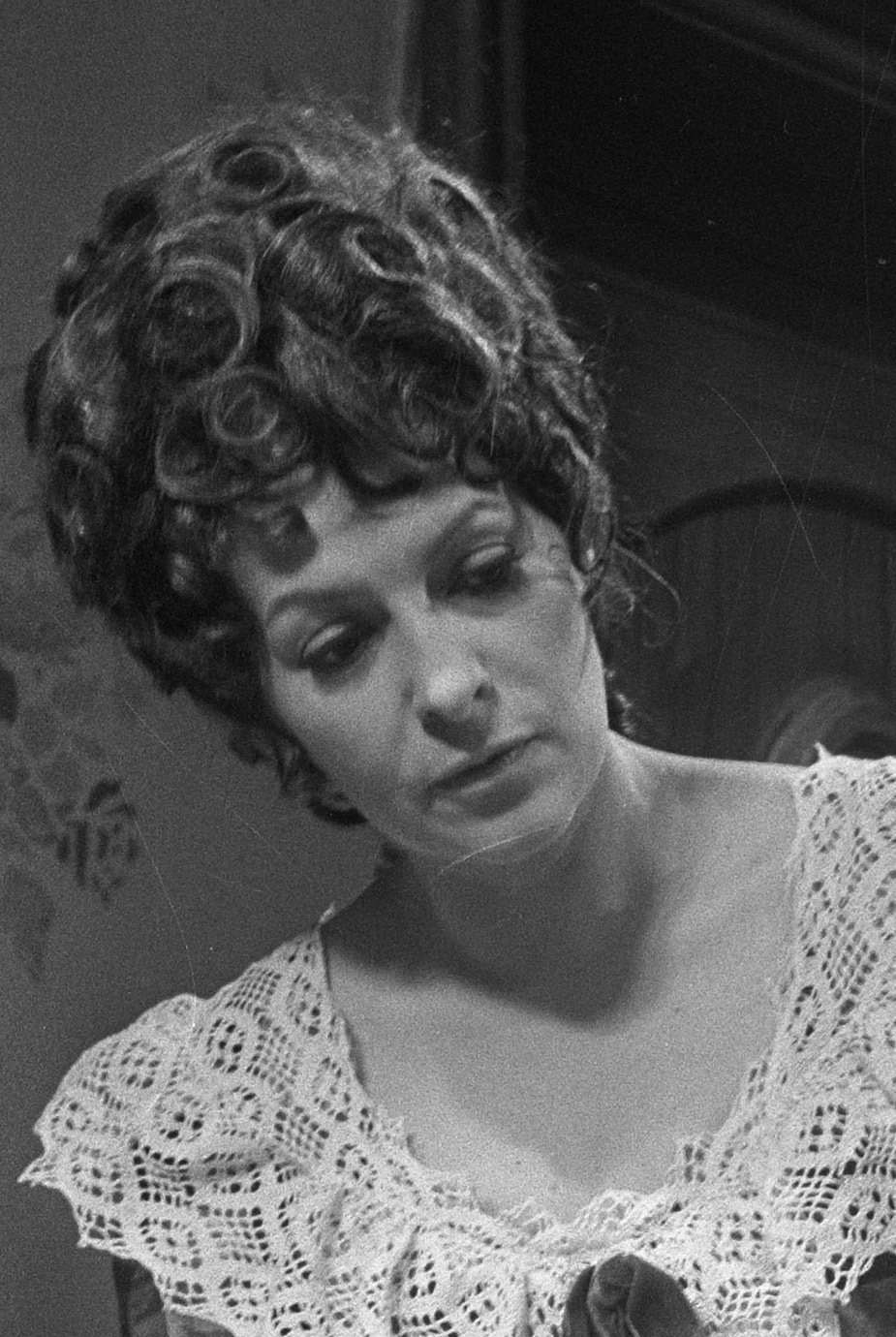
Dore Smit
5 juni

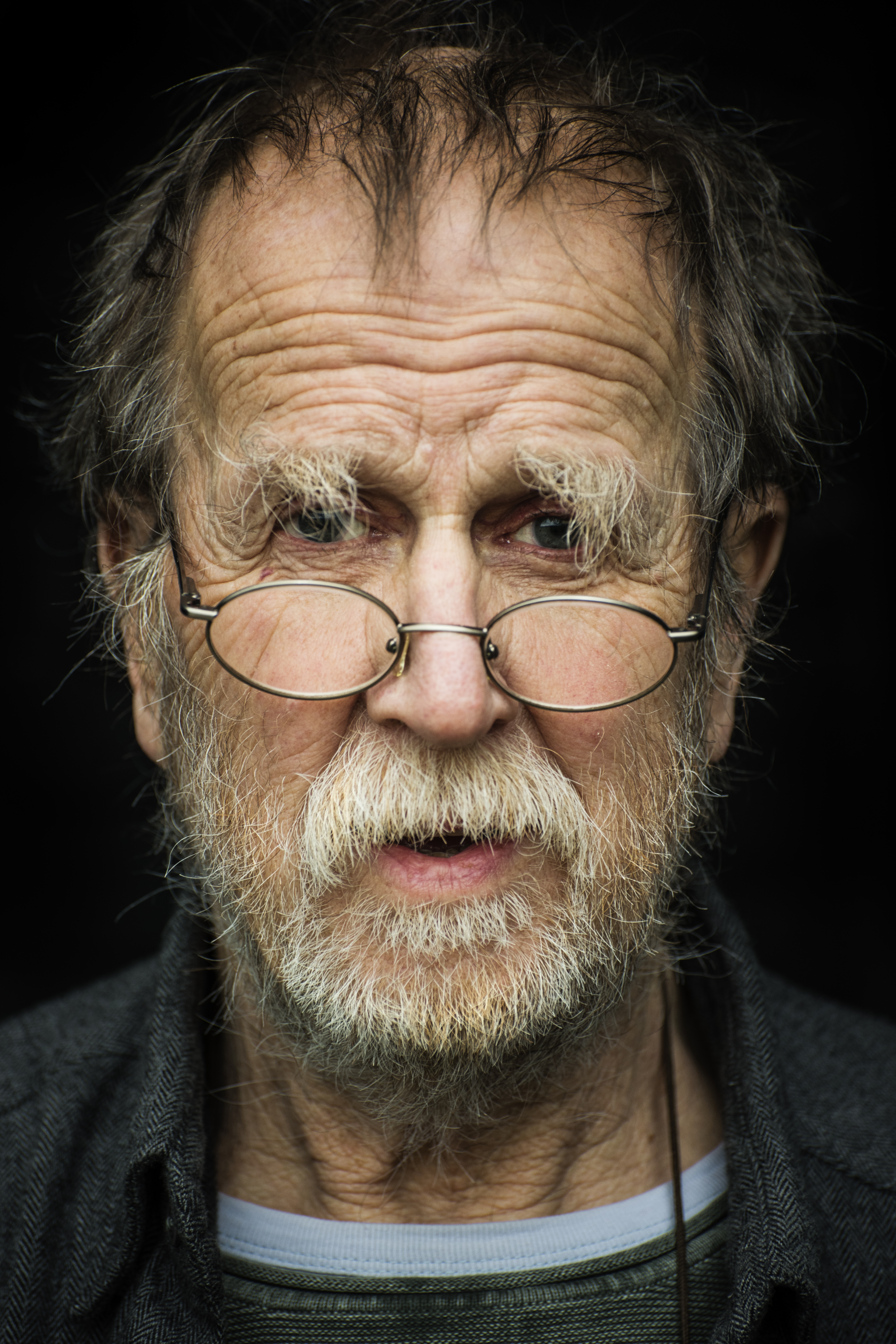
A.L. Snijders
7 juni

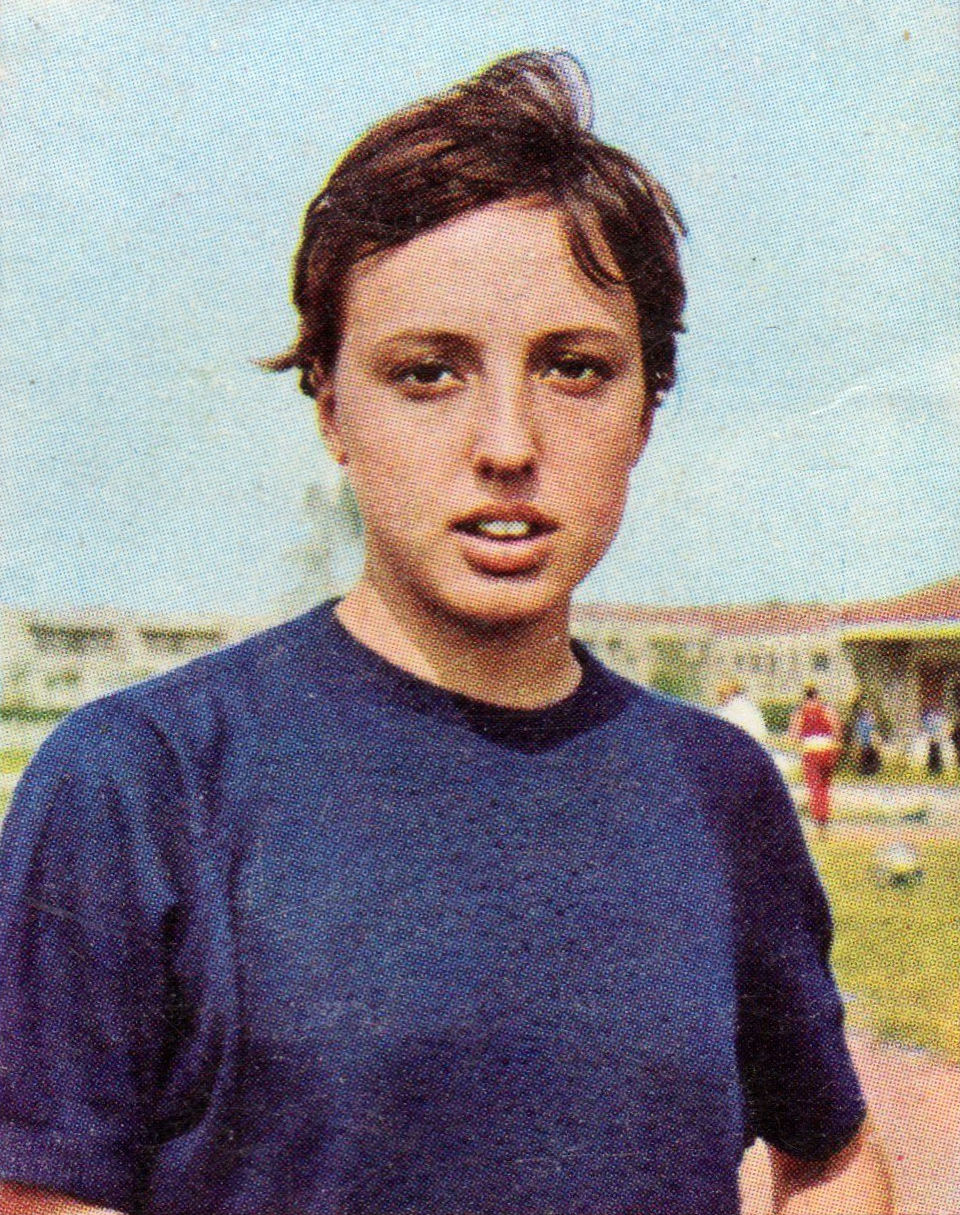
Paola Pigni
11 juni

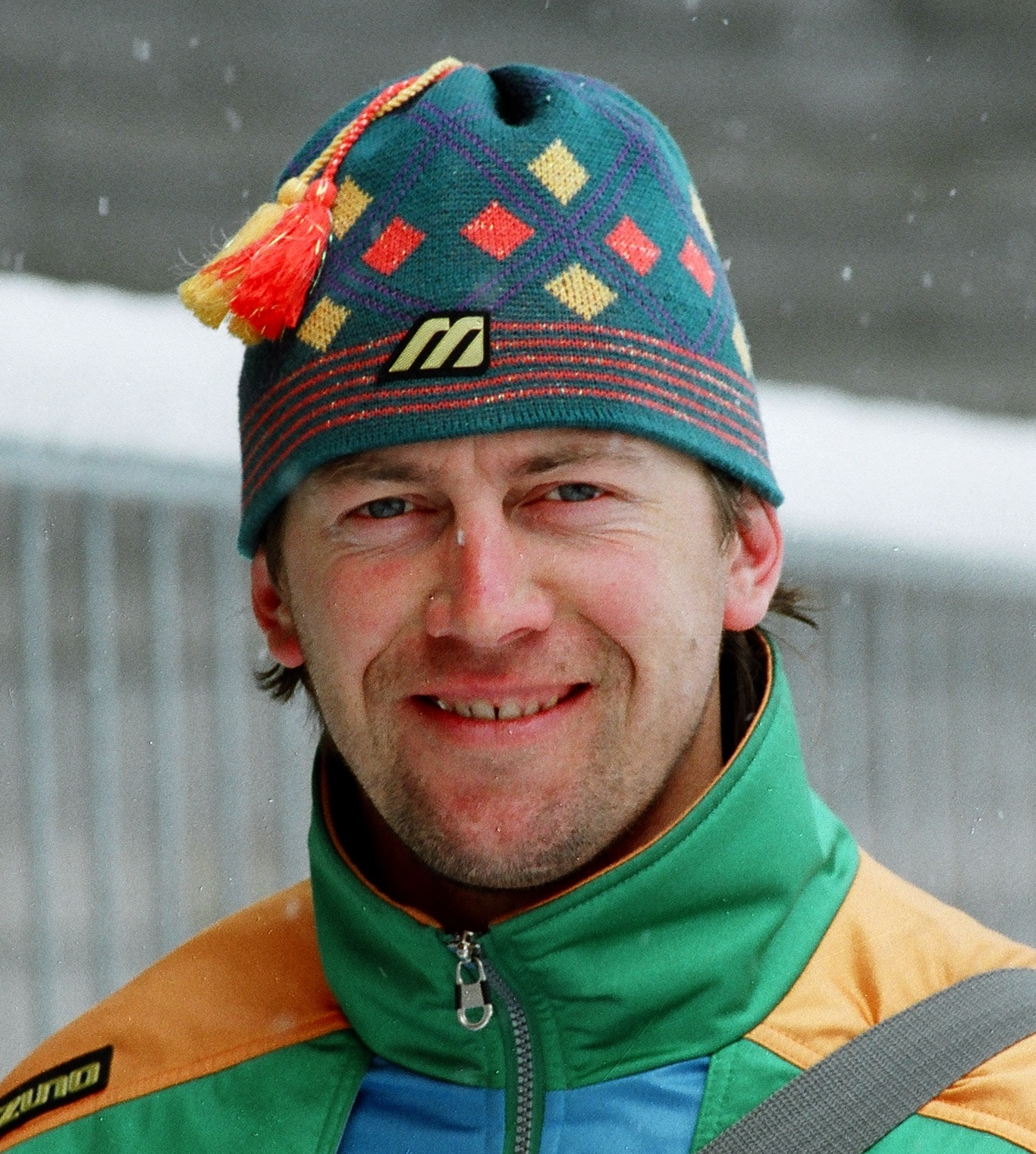
Igor Zjelezovski
12 juni

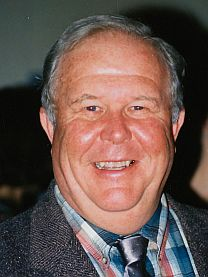
Ned Beatty
13 juni

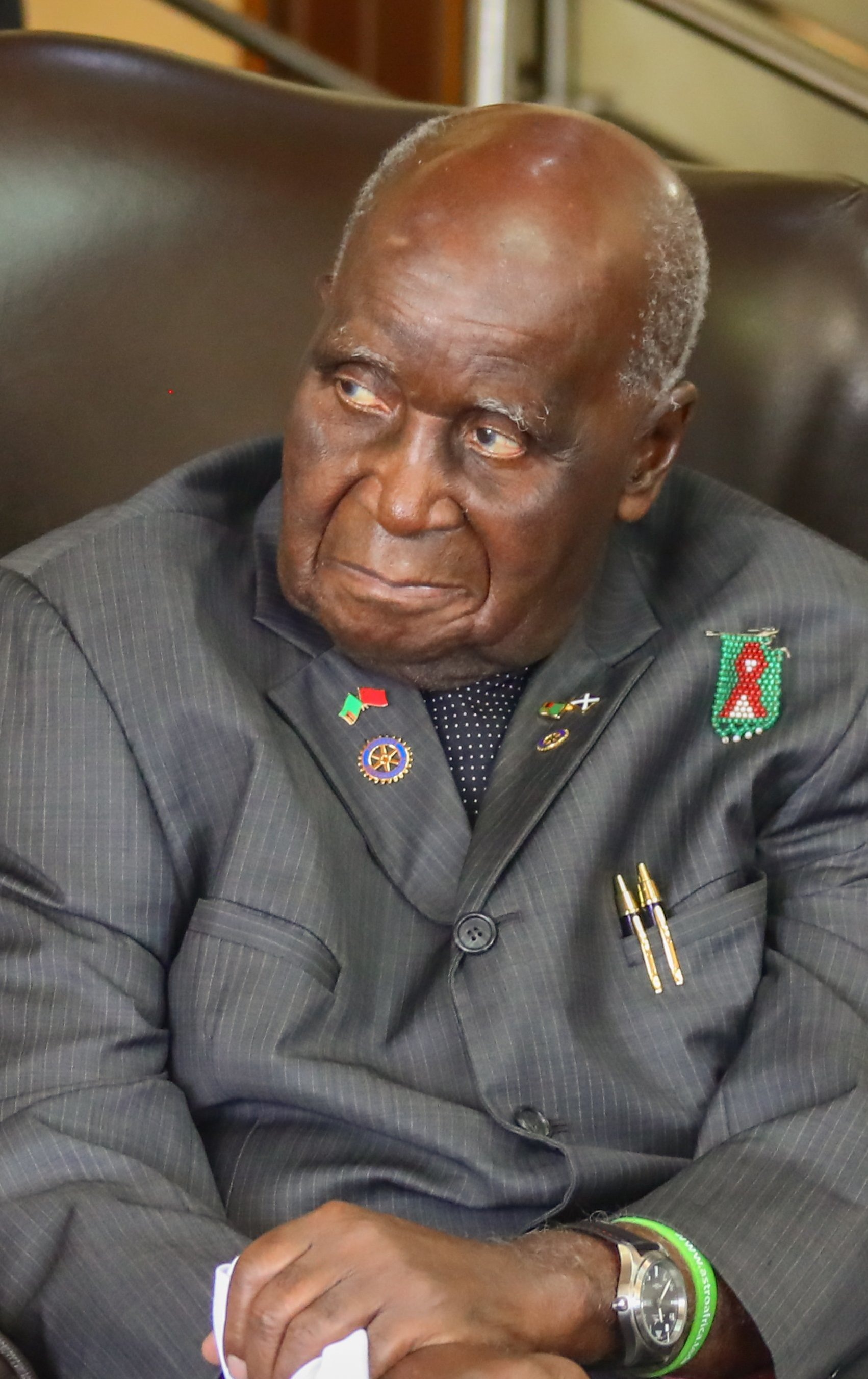
Kenneth Kaunda
17 juni

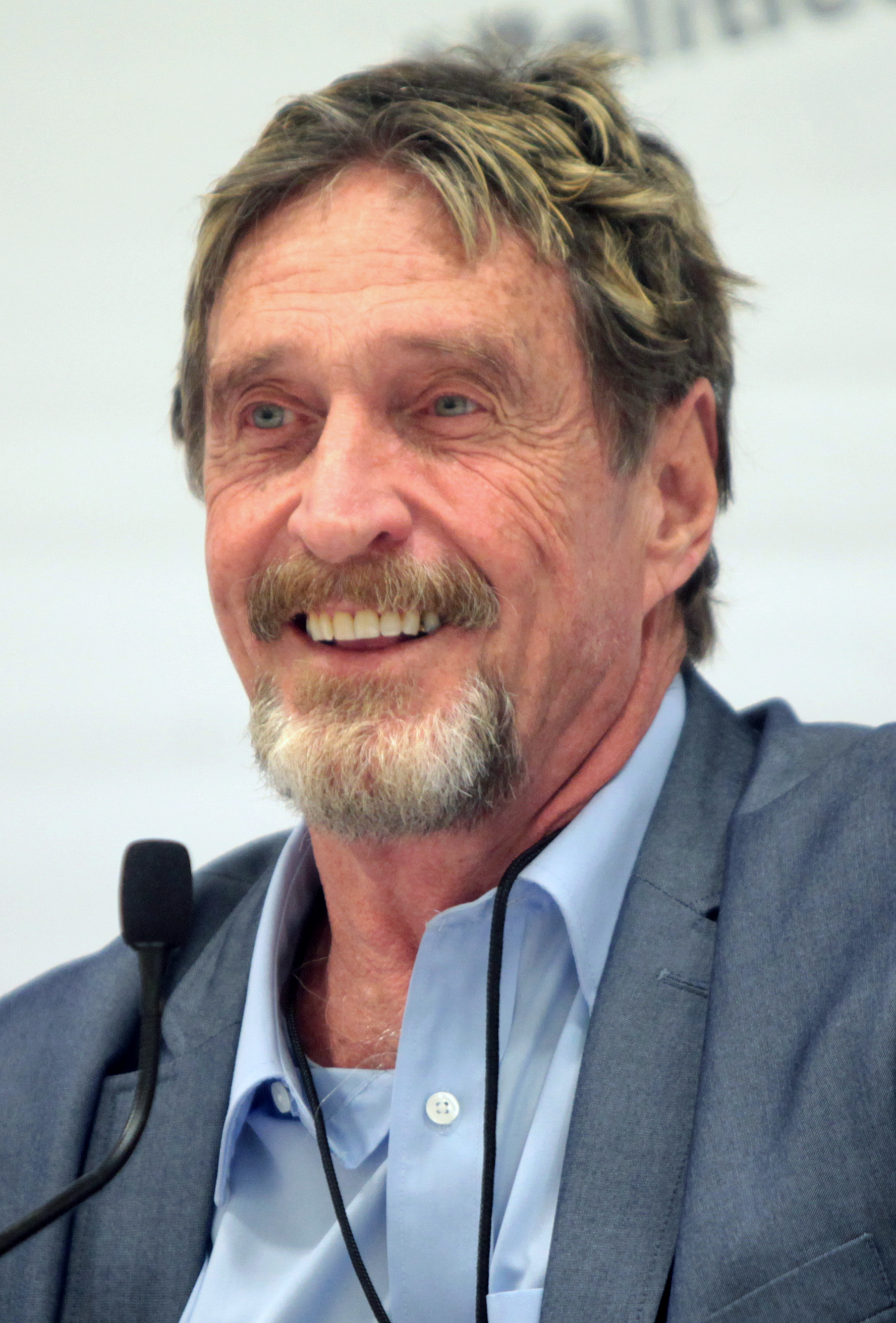
John McAfee
23 juni

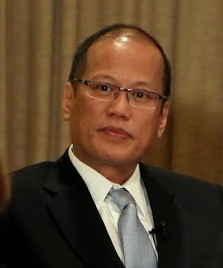
Benigno Aquino III
24 juni

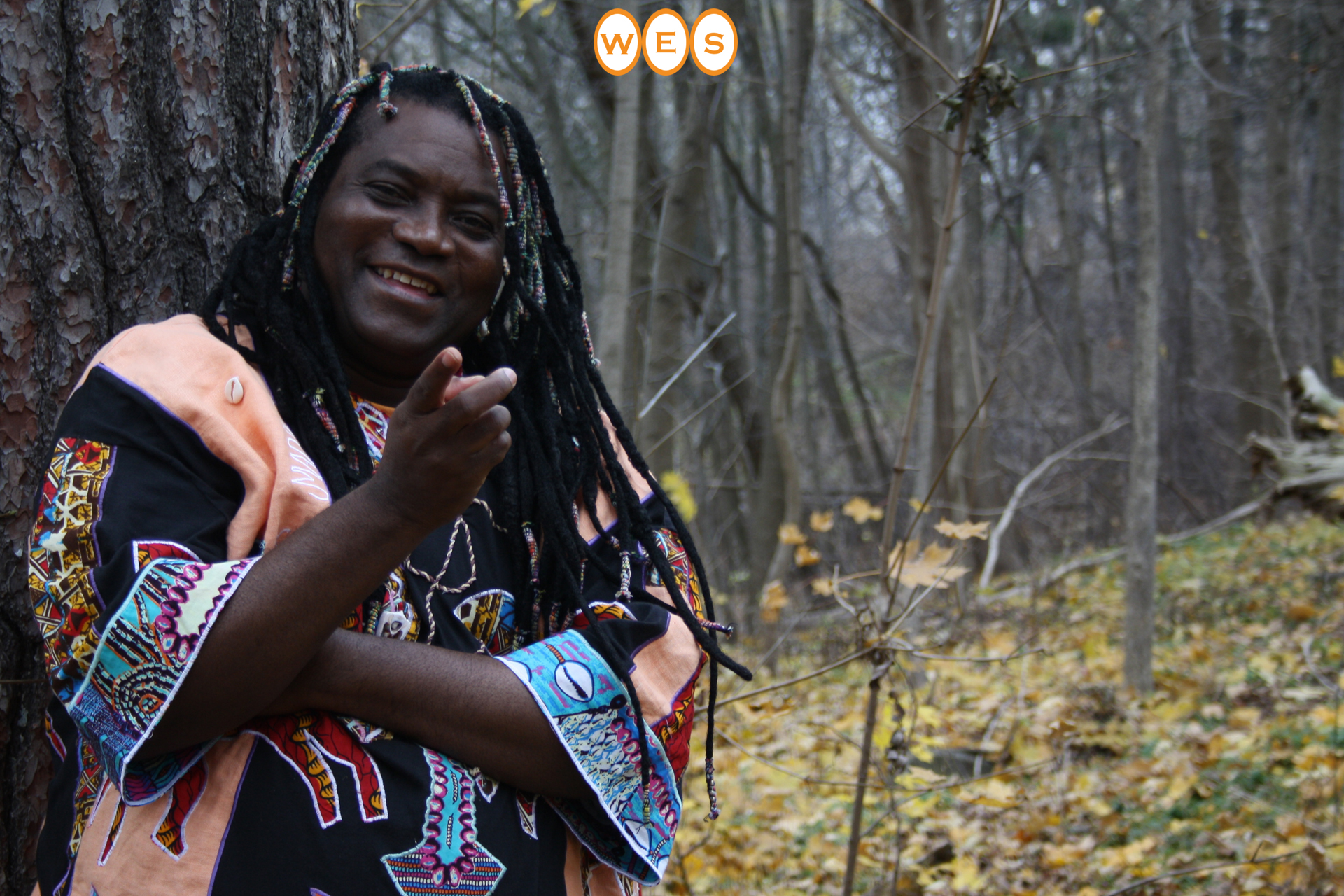
Wes
25 juni

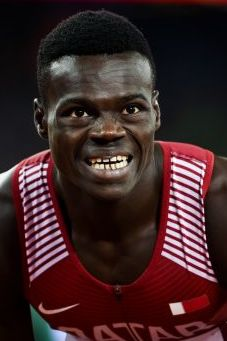
Abdalelah Haroun
26 juni

Frederic Rzewski
26 juni

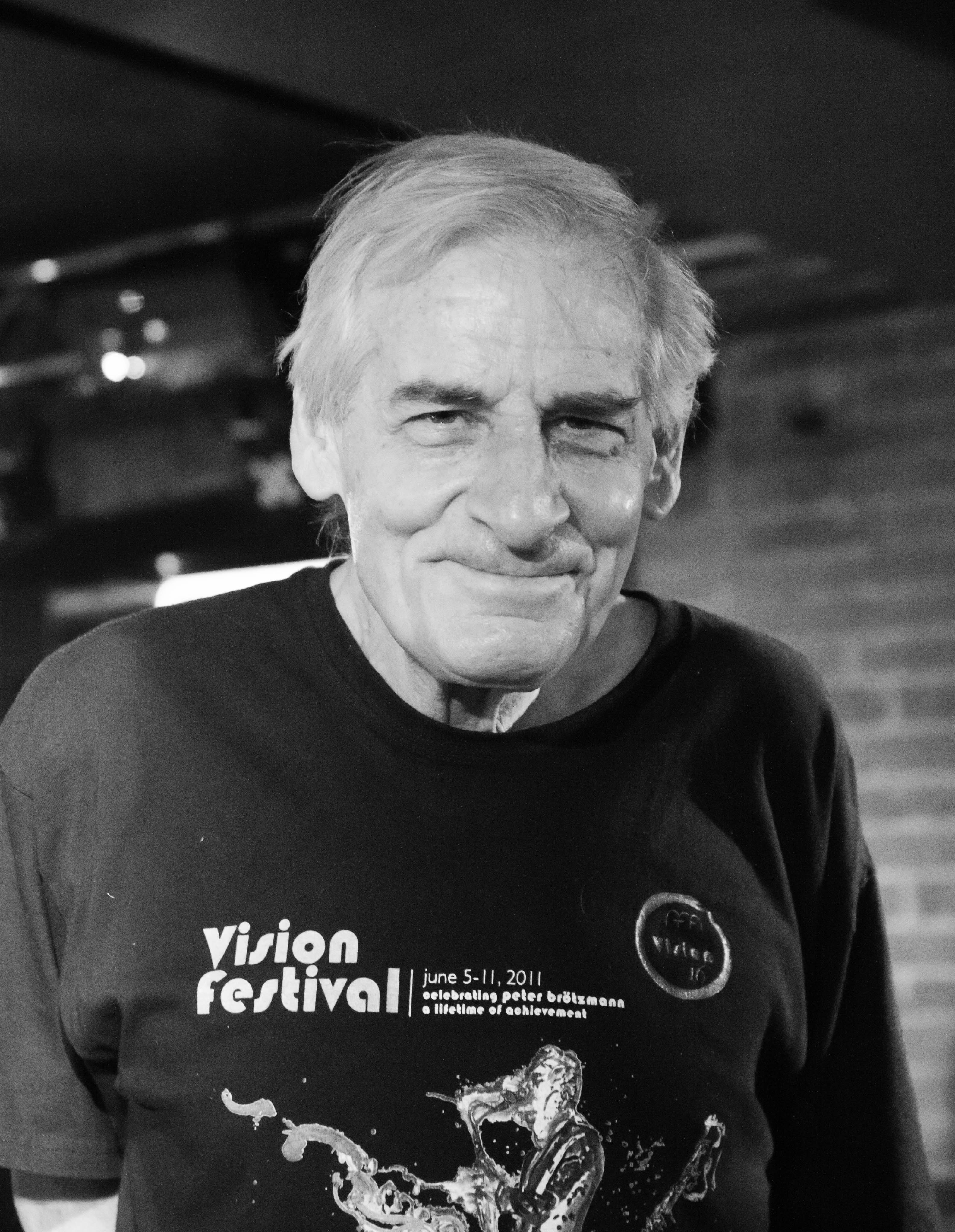
Burton Greene
27 juni

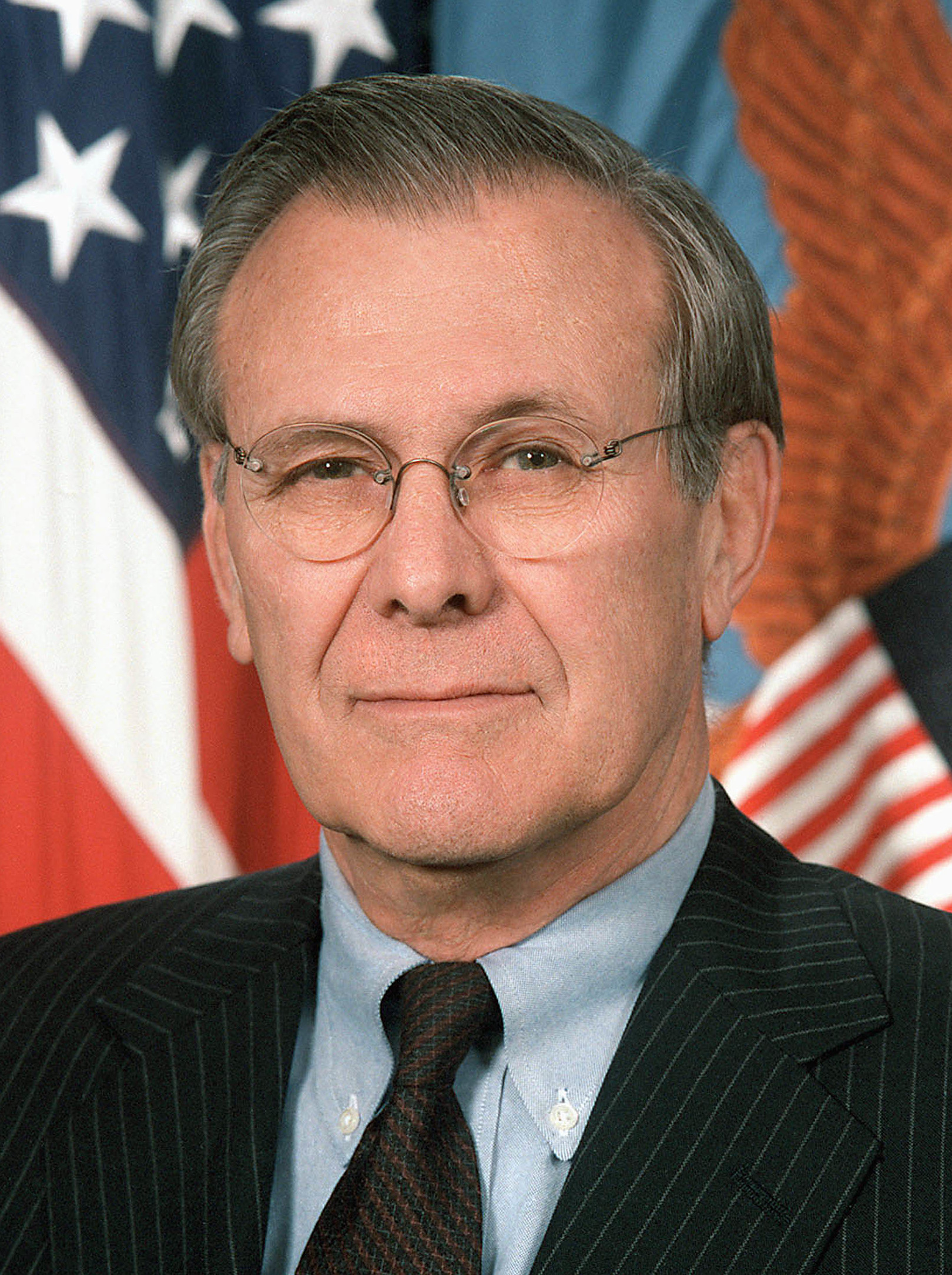
Donald Rumsfeld
29 juni

| 1 | 2 | 3 | 4 | 5 | 6 | 7 | 8 | 9 | 10 | 11 | 12 | 13 | 14 | 15 | 16 | 17 | 18 | 19 | 20 | 21 | 22 | 23 | 24 | 25 | 26 | 27 | 28 | 29 | 30 |
| - | - | - | - | - | - | - | - | - | -- | -- | -- | -- | -- | -- | -- | -- | -- | -- | -- | -- | -- | -- | -- | -- | -- | -- | -- | -- | -- |

### 1 juni
- Robert Rutman (90), Duits-Amerikaans beeldend kunstenaar, componist en muzikant[1]
- Paula Sémer (96), Belgisch radio- en tv-presentatrice[2]
- Amadeus van Savoye (77), Italiaans hertog[3]

### 2 juni
- Hasan Saltik (56), Turks muziekproducent[4]
- Bill Scanlon (64), Amerikaans tennisspeler[5]
- Herman Stok (93), Nederlands presentator[6]
- Piet Verheyen (89), Nederlands hoogleraar[7]

### 3 juni
- Willemijn Fock (78), Nederlands kunsthistoricus en hoogleraar[8]
- Anerood Jugnauth (91), president van Mauritius[9]
- Anne van der Meiden (91), Nederlands theoloog en communicatiewetenschapper[10]
- Kamiel Sergant (86), Belgisch zanger[11]

### 4 juni
- Loris Dominissini (59), Italiaans voetballer en voetbaltrainer[12]
- David Dushman (98), Russisch schermer en militair[13]
- Remco Ekkers (79), Nederlands dichter, essayist en prozaïst[14]
- Richard R. Ernst (87), Zwitsers chemicus en Nobelprijswinnaar[15]
- Vadim Kapranov (81), Russisch basketbalspeler[16]
- Friederike Mayröcker (96), Oostenrijks dichteres[17]
- Barbara Mertens (53), Belgisch journalist en hoofdredactrice[18]
- Clarence Williams III (81), Amerikaans acteur[19]

### 5 juni
- T.B. Joshua (57), Nigeriaans gebedsgenezer[20]
- Dore Smit (87), Nederlands actrice en presentatrice[21]

### 6 juni
- Mochtar Kusumaatmadja  (92), Indonesisch diplomaat[22]
- Ei-ichi Negishi (85), Japans chemicus en Nobelprijswinnaar[23]
- Mansour Ojjeh (68), Frans-Saoedi-Arabisch ondernemer[24]

### 7 juni
- Douglas S. Cramer (89), Amerikaans televisieproducent[25]
- Dixie Dansercoer (58), Belgisch poolreiziger[26]
- Ton van Dijk (77), Nederlands journalist[27]
- Yoo Sang-chul (49), Zuid-Koreaans voetballer en voetbaltrainer[28]
- A.L. Snijders (83), Nederlands schrijver[29]

### 8 juni
- Jaap Grootmeijer (81), Nederlands cricketspeler en wijnhandelaar[30]
- Joseph Margolis (97), Amerikaans filosoof[31]

### 9 juni
- Gottfried Böhm (101), Duits architect[32]
- Edward de Bono (88), Maltees psycholoog, arts en managementauteur[33]
- Floor van Leeuwen (84), Nederlands schaatscoach[34]
- Libuše Šafránková (68), Tsjechisch actrice[35]
- Dakota Skye (27), Amerikaans pornoactrice[36]

### 10 juni
- Bram Brakel (91), Nederlands journalist[37]
- Frank Lobman (67), Surinaams thaibokser en kickbokser[38]
- Joyce MacKenzie (95), Amerikaans actrice[39]
- Neno (59), Portugees voetballer[40]
- Henk Pruntel (61), Nederlands historicus[41]
- Haico Scharn (75),  Nederlands atleet[42]

### 11 juni
- John Gabriel (90), Amerikaans acteur[43]
- Sven Gross (44), Duits metalzanger en -gitarist[44]
- Paola Pigni (75),  Italiaans atlete[45]
- Lucinda Riley (55), Iers schrijfster en actrice[46]

### 12 juni
- James Cohn (93), Amerikaans componist[47]
- Anatoli Tsjoekanov (67), Russisch wielrenner[48]
- Igor Zjelezovski (57), Wit-Russisch schaatser[49]

### 13 juni
- Ned Beatty (83), Amerikaans televisie- en filmacteur[50]
- Raul de Souza (86), Braziliaans jazztrombonist en orkestleider[51]

### 14 juni
- Lisa Banes (65), Amerikaans actrice[52]
- Enrique Bolaños (93), president van Nicaragua[53]
- Markis Kido (36), Indonesisch badmintonner[54]
- Nikita Mandryka (80), Frans stripauteur en journalist[55]
- Horst Rittner (90), Duits schaker[56]

### 15 juni
- Dirk Bracke (68), Belgisch schrijver[57]
- William vanden Heuvel (91), Amerikaans advocaat[58]
- Vladimir Sjatalov (93), Russisch kosmonaut[59]
- Edouard Szostak (82), Belgisch atleet[60]

### 16 juni
- Frank Bonner (79), Amerikaans acteur[61]
- Valeer Deschacht (96), Belgisch priester en bestuurder[62]
- Marc Goblet (64), Belgisch syndicalist[63]
- Fernand Lambrecht (86), Belgisch dichter en schrijver van aforismen[64]

### 17 juni
- Kenneth Kaunda (97), president van Zambia[65]

### 18 juni
- Giampiero Boniperti (92), Italiaans voetballer en Europarlementariër[66]
- Boris Borovsky (82), Russisch tennisspeler en sportjournalist[67]
- Gift of Gab (50), Amerikaans rapper[68]
- Joralf Gjerstad (95), Noors gebedsgenezer[69]
- Rubén Pinzón (57), Panamees sportjournalist[70]
- Hélène Ramjiawan (69), Surinaams kinderboekenschrijfster[71]
- Milkha Singh (85), Indiaas atleet[72]

### 19 juni
- Freimut Börngen (90), Duits astronoom[73]
- Carel Knoppers (91), Nederlands politicus[74]

### 20 juni
- Joanne Linville (93), Amerikaans actrice[75]
- Luis del Sol (86), Spaans voetballer[76]

### 21 juni
- Nobuo Hara (94), Japans jazzsaxofonist en bigbandleider[77]
- Mamady Keïta (70), Guinees-Belgisch percussionist[78]

### 22 juni
- René Robert (72), Canadees ijshockeyspeler[79]

### 23 juni
- Eric Kamerling (78), Nederlands politicus[80]
- Wojciech Karolak (82), Pools muzikant[81]
- John McAfee (75), Amerikaans softwareontwikkelaar[82]
- Walli (69), Belgisch stripauteur[83]
- Ad van 't Veer (80), Nederlands muziekpionier[84]
- Mila Ximénez (69), Spaans televisiepresentatrice, journalist[85]
- Peter Zinovieff (88), Brits componist[86]

### 24 juni
- Benigno Aquino III (61), president van de Filipijnen[87]
- Trần Thiện Khiêm (95),  Vietnamees militair en politicus[88]

### 25 juni
- Marcos Ferrufino (58), Boliviaans voetballer[89]
- Wes (Wes Madiko) (57), Kameroens zanger[90]

### 26 juni
- Mike Gravel (91), Amerikaans senator[91]
- Fernand Guiot (88), Frans-Belgisch acteur[92]
- Abdalelah Haroun (24), Soedanees-Qatarees atleet[93]
- Jon Hassell (84), Amerikaans musicus en jazztrompettist[94]
- Frederic Rzewski (83), Amerikaans componist, muziekpedagoog en pianist[95]
- Hidefumi Toki (71), Japans jazzsaxofonist[96]

### 27 juni
- Kolbein Falkeid (87), Noors lyricus[97]
- Noel Furlong (83), Iers pokerspeler en zakenman[98]
- Burton Greene (84), Amerikaans jazzpianist[99]

### 28 juni
- Vera Nikolić (72), Joegoslavisch atlete[100]
- Sergio Victor Palma (65), Argentijns bokser[101]

### 29 juni
- Flor Aarts (86), Nederlands hoogleraar[102]
- Émile-José Fettweis (93), Belgisch architect en stedenbouwkundige[103]
- Donald Rumsfeld (88), Amerikaans minister[104]

### 30 juni
- Abass Bonfoh (72), Togolees politicus[105]
- Inge Danielsson (80), Zweeds voetballer[106]
- Janet Moreau (93), Amerikaans atlete[107]

### Datum onbekend
- Jürgen Conings (46), Belgisch beroepsmilitair (zou ook in mei 2021 overleden kunnen zijn)[108][109]
- Ina Hommes (88), Nederlands hoogleraar[110]

januari ·
februari ·
maart ·
april ·
mei ·
juni ·
juli ·
augustus ·
september ·
oktober ·
november ·
december
1900 ·
1901 ·
1902 ·
1903 ·
1904 ·
1905 ·
1906 ·
1907 ·
1908 ·
1909 ·
1910 ·
1911 ·
1912 ·
1913 ·
1914 ·
1915 ·
1916 ·
1917 ·
1918 ·
1919 ·
1920 ·
1921 ·
1922 ·
1923 ·
1924 ·
1925 ·
1926 ·
1927 ·
1928 ·
1929 ·
1930 ·
1931 ·
1932 ·
1933 ·
1934 ·
1935 ·
1936 ·
1937 ·
1938 ·
1939 ·
1940 ·
1941 ·
1942 ·
1943 ·
1944 ·
1945 ·
1946 ·
1947 ·
1948 ·
1949 ·
1950 ·
1951 ·
1952 ·
1953 ·
1954 ·
1955 ·
1956 ·
1957 ·
1958 ·
1959 ·
1960 ·
1961 ·
1962 ·
1963 ·
1964 ·
1965 ·
1966 ·
1967 ·
1968 ·
1969 ·
1970 ·
1971 ·
1972 ·
1973 ·
1974 ·
1975 ·
1976 ·
1977 ·
1978 ·
1979 ·
1980 ·
1981 ·
1982 ·
1983 ·
1984 ·
1985 ·
1986 ·
1987 ·
1988 ·
1989 ·
1990 ·
1991 ·
1992 ·
1993 ·
1994 ·
1995 ·
1996 ·
1997 ·
1998 ·
1999 ·
2000 ·
2001 ·
2002 ·
2003 ·
2004 ·
2005 ·
2006 ·
2007 ·
2008 ·
2009 ·
2010 ·
2011 ·
2012 ·
2013 ·
2014 ·
2015 ·
2016 ·
2017 ·
2018 ·
2019 ·
2020 ·
2021 ·
2022 ·
2023 ·
2024 ·
2025